# Franz Hesselberger
Franz Joseph Hesselberger (* 12. März 1876 in München, Königreich Bayern; † 15. Juli 1935 ebenda) war ein deutscher Industrieller, Kommerzienrat und Mäzen.

## Leben und Wirken

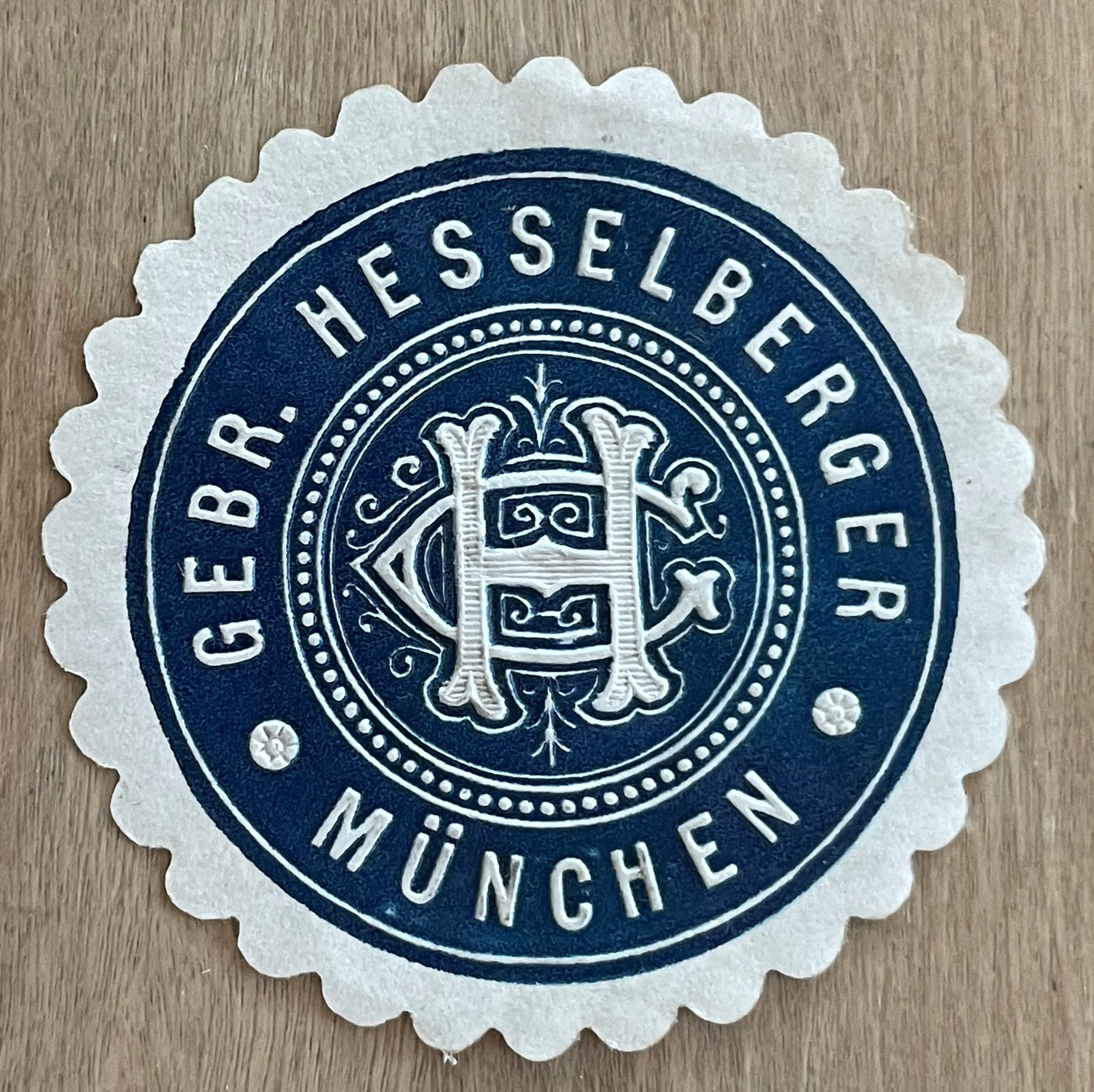
Siegelmarke der Lederfabrik Gebrüder Hesselberger München

Franz Joseph Hesselberger war das zweitälteste der fünf Kinder (Else, Erich, Stefanie und Dorothea) des Lederwarengroßhändlers Julius Hesselberger und seiner Frau Berta, geb. Gutmann. Julius Hesselberger entstammte einer bedeutenden Hopfenhändler-Familie aus Dittenheim, etwa 30 Kilometer östlich des Hesselbergs in Mittelfranken. Am 22. Juni 1903 wurde er zum Kommerzienrat ernannt. Julius Hesselberger gründete 1869 zusammen mit seinem Bruder Isidor in Biederstein, einem Ortsteil des Münchner Stadtteils Schwabing, die Firma Gebrüder Hesselberger. Nördlich des Areals befand sich das Schloss Biederstein. Gegenstand des Geschäfts war zunächst der Handel mit Leder und Lederwaren, wobei das Unternehmen auf ein internationales Netzwerk aus Agenten zurückgreifen konnte, die zunächst aus Indien, später auch aus Asien, Amerika und Afrika Rohstoffe importierten. 
Neben dem Handel mit Lederwaren begann die Firma Gebrüder Hesselberger ab 1889 in einer eigenen Fabrik am Biederstein 7 in München (heute Isarring 11) selbst zu gerben und Lederwaren zu produzieren. In nächster Nähe befand von 1876 bis 1897 das Germania-Bad am Biederstein. Das Fabrikgelände umfasste etwa 1,3 Hektar, schon 1893 und später 1903 und 1906 musste die Fabrik erweitert werden. Für die Erweiterungen zeichnete das Bauunternehmen Heilmann & Littmann verantwortlich. Ein neues Verwaltungs- und Kantinengebäude entstand schließlich 1917, für das der Architekt Fritz Helmuth Ehmcke einen Entwurf fertigte, der jedoch nicht realisiert wurde. Der Fabrikkomplex galt in der damaligen Zeit als „Musteranlage“. So folgte die Anordnung der Gebäude dem Bearbeitungsablauf, die Fabrik selbst verfügte über die neuesten Lederbearbeitungsmaschinen, die von einer 260 PS starken Dampfmaschine der Firma MAN angetrieben wurden. In den 400 Gruben konnten dadurch jährlich 60.000 Großviehhäute und 30.000 Felle gegerbt werden. Für die rund 250 Arbeiter gab es neben der Kantine einen Arbeiterkrankenunterstützungsverein, Bäder und Wohnhäuser. Neben der Gerberei wurde das Leder vor Ort weiterverarbeitet. Neben „sämtlichen Sorten Ober- und Unterleder für Schuh-, Sattler- und Portefeuillezwecke“ wurden insbesondere vielfältige Leder- und Treibriemen gefertigt, welche die Wasserkraft des benachbarten Nymphenburg-Biedersteiner-Kanals auf die Fertigungsmaschinen der sich in unmittelbarer Nähe befindlichen Lokomotiven- und Maschinenfabrik J.A. Maffei sowie der Wollwarenfabrik Frey (später Lodenfrey) übertrugen.

### Gesellschaftlicher Aufstieg
Franz Hesselbergers Jugend war vom Aufbau dieses Familienunternehmens geprägt. Über seine Ausbildung ist nichts bekannt. Nach dem Tod seines Onkels Isidor am 23. Mai 1901 trat Hesselberger zunächst als zusätzlicher Gesellschafter in das Unternehmen ein. Nach dem Tod von Julius Hesselberger am 15. März 1904 übernahm er schließlich zusammen mit Bruder Erich und Cousin Max Alfons die alleinige Leitung der Firma. Franz Hesselberger war darüber hinaus gerichtlich vereidigter Sachverständiger für Loh- und Rotgerberei. Auch saß er im Aufsichtsrat der Schuhfabrik Silberstein & Neumann AG in Schweinfurt und war Mitglied der Zulassungsstelle für Wertpapiere an der Börse München. Die Firma Gebrüder Hesselberger gehörte darüber hinaus zu den Gründungsmitgliedern des Bezirksverbands München und Oberbayern des Bunds der Industriellen.

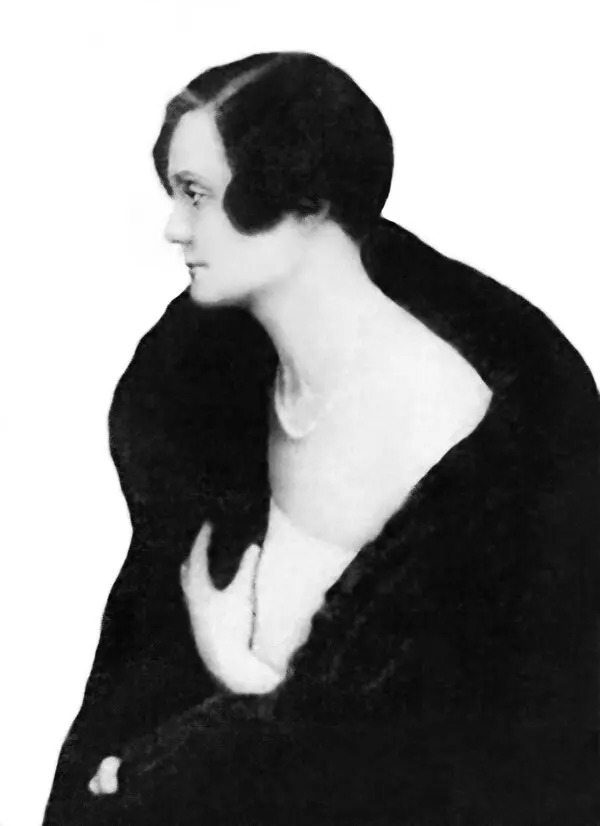
Ilse Hesselberger, geb. Wertheim im Jahr 1921.

Franz Hesselberger verfügte über erheblichen Grundbesitz in München. Neben dem Fertigungsgelände am Biederstein 7 befand sich an der Adresse Burgstraße 15 ein Ladengeschäft der Firma in der Innenstadt. Darüber hinaus gehörten ihm die Grundstücke in der Brienner Straße 48 sowie der Osterwaldstraße 8. Am 14. August 1908 heiratete Franz Hesselberger in Frankfurt am Main Ilse Minna Rosa Wertheim (* 11. April 1888), eine Enkelin des Gründers der Deutschen Nähmaschinen-Fabrik Joseph Wertheim. Das Ehepaar zog in die dritte Etage des Prinz-Georg-Palais am Karolinenplatz 5, unmittelbar in die Nähe des Antiquariats von Emil Hirsch. Zudem besaßen sie einen Alfa Romeo mit Chauffeur. Franz Hesselberger war passionierter Jäger und verbrachte seine Freizeit gerne auf dem seit 1901 gepachteten Glasbauernhof in Sauerlach, wo er zugleich zu einem Preis von 1700 Reichsmark das Gesamtjagdrecht erwarb. Im September 1910 wurde der gemeinsame Sohn Heinz Julius geboren, drei Jahre später, am 13. Oktober 1913, die Tochter Gertraud, genannt Trudy. Beide Kinder wurden evangelisch getauft, da Ilse Hesselberger zuvor bereits zum evangelischen Glauben konvertiert war.

Am 7. Januar 1918 wurde er, wie zuvor schon sein Vater, zum Kommerzienrat ernannt, eine Ehrung, die nur renommierte und sozial engagierte Großindustrielle erfuhren. Von der Familie Hesselberger, die im Münchner Bürgertum lange Zeit einen guten Ruf genoss, sind einige Spenden und Stiftungen bezeugt. Kurz nach dem Tod seiner Mutter übersandte Julius Hesselberger im März 1902 500 Reichsmark in bar an den Ersten Münchner Bürgermeister Wilhelm Ritter von Borscht und bat ihn, die Summe „im Sinne unserer verstorbenen Mutter (...) ohne Unterschied der Konfession (...) für die Armen der Stadt gefl. verwenden zu wollen.“ Am Jahrestag zwei Jahre später wurde dem Bürgermeister erneut die Summe von 1000 Reichsmark zur Verfügung gestellt.

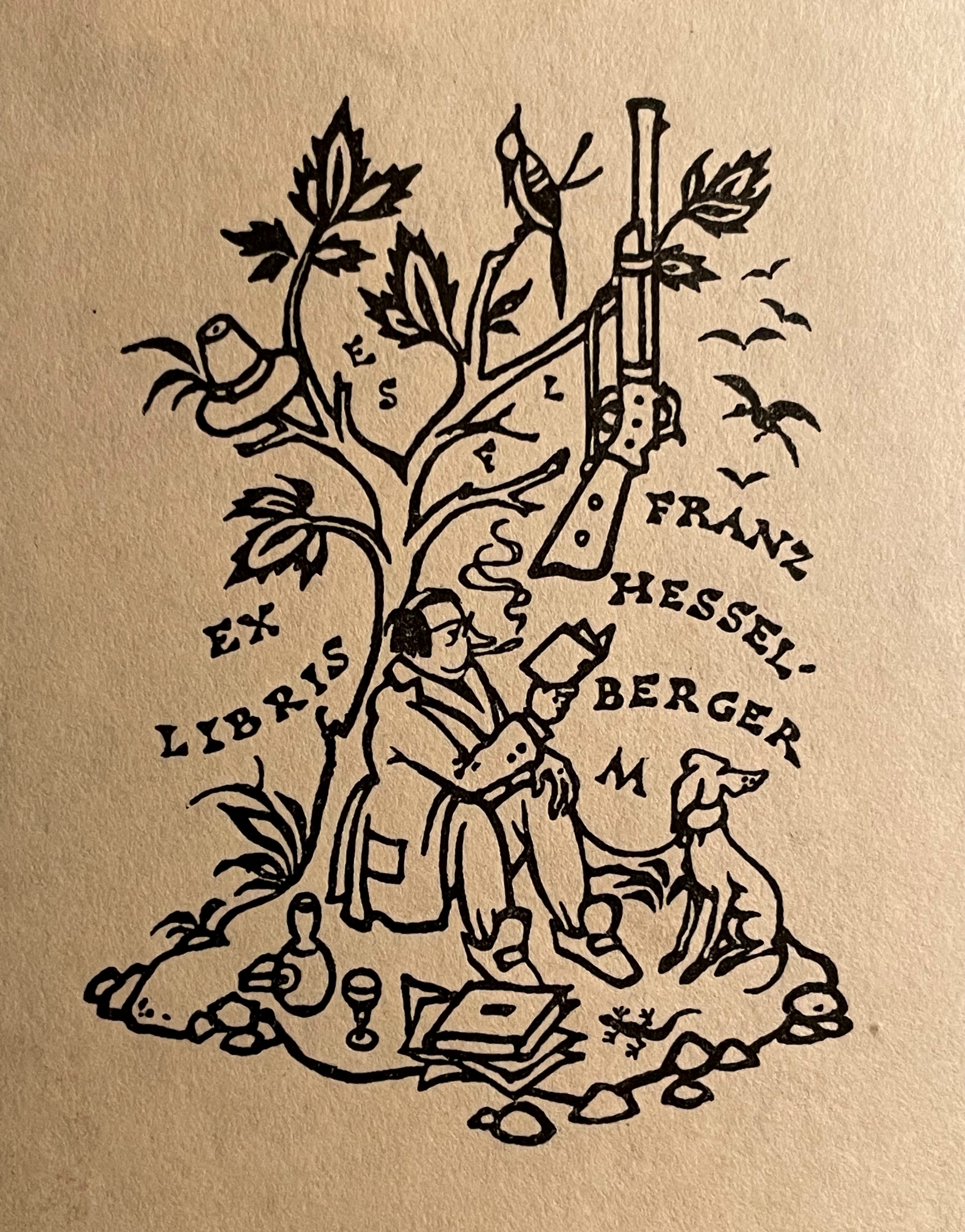
Exlibris für Franz Hesselberger, gezeichnet von Emil Preetorius (um 1920)

Wohl unter dem Eindruck des Todes seines Bruders Erich im Ersten Weltkrieg im Jahr 1916 errichtete Hesselberger die Gebrüder Hesselberger Kriegswohlfahrtsstiftung, die zum Zwecke der Unterstützung von hilfsbedürftigen Kriegsinvaliden sowie Witwen und Waisen von Kriegsopfern mit einem Kapitalstock von 250.000 Reichsmark fundiert war. Ebenfalls in Gedenken an seinen Bruder spendete er einen Betrag von 6000 Reichsmark für die Benennung eines Zimmers im Prinz-Ludwig-Heim. Überdies gründete er die Gebrüder Hesselberger Wohlfahrtsstiftung zur Unterstützung der Angestellten und Beamten ihrer Fabrik. Dem Deutschen Museum, dessen Ausschussmitglied er war, spendete er im Jahre 1918 50.000 Reichsmark. Auch das Chemische Laboratorium des Staates wurde von Hesselberger mit einer großzügigen Spende bedacht. Daneben war er Mitglied der Kaiser-Wilhelm-Gesellschaft zur Förderung der Wissenschaften sowie der Geographischen Gesellschaft München. Zusammen mit weiteren ortsansässigen Unternehmen sowie dem Verein zur Verbesserung der Wohnungsverhältnisse in München e. V. (heute: Gemeinnütziger Wohnungsverein München 1899 e. V.) gründete die Firma Gebrüder Hesselberger 1918 eine gemeinnützige Gesellschaft mit einem Kapitalstock von einer Million Reichsmark zum Bau von Arbeiterwohnungen in der Alten Heide. Während des Ersten Weltkriegs richtete Franz Hesselberger am Karolinenplatz 5a ein Vereinslazarett für 40 bis 45 Verwundete ein.
Im Laufe des Ersten Weltkriegs hatte die Lederfabrik Gebrüder Hesselberger auf die Produktion von Heeresbedarf umstellen müssen. Zusammen mit Beschäftigten anderer Rüstungsunternehmen beteiligten sich daher auch die dort tätigen Arbeiter maßgeblich an dem von Kurt Eisner organisierten Munitionsarbeiterstreik Ende Januar 1918. Als Großindustrieller musste Franz Hesselberger während der Ereignisse der sich daraus entwickelten Münchner Räterepublik Gewalt gegen sich und seine Familie fürchten. Daher brachte er seine Kinder kurz vor Ostern 1919 zu seiner Mutter Berta in sein Gut Hirschlehen nach Berchtesgaden und versteckte sich an einem unbekannten Ort. Seine Frau fuhr vorübergehend zu ihrer Schwester nach Frankfurt am Main. Die Wohnung der Hesselbergers am Karolinenplatz wurde daraufhin – trotz der dort aufbewahrten Jagdwaffen – erfolglos von Revolutionären nach Waffen durchsucht. Außerdem war der Keller des Prinz-Georg-Palais in der Nacht des 6. Mai 1919 Schauplatz eines Massakers, welches das Freikorps Bayreuth an Mitgliedern des katholischen Gesellenvereins St. Joseph verübte. Als sich die Lage einige Tage später beruhigte, kehrte Hesselberger mit seiner Familie nach München zurück.
Im Jahr 1921 verunglückte Franz Hesselberger bei einem Autounfall in der Nähe von Unterhaching schwer, als er einem Radfahrer ausweichen wollte. Hesselberger saß selbst am Steuer, das Auto rammte einen Baum, so dass er sich einen komplizierten Beckenbruch, eine schwere Rippenprellung sowie innere Verletzungen zuzog. Sein Beifahrer, ein örtlicher Schlossermeister, erlag im Klinikum rechts der Isar seinen schweren Verletzungen. Die Familie Hesselberger übernahm daraufhin die Ausbildungskosten für dessen Tochter.
In der Folge der Weltwirtschaftskrise begann der endgültige Aufstieg der NSDAP. Insbesondere das Stadtquartier rund um den Karolinenplatz wurde schrittweise zur Zentrale der Partei ausgebaut. Im Prinz-Georg-Palais veranstaltete Elsa Bruckmann zusammen mit ihrem Mann Hugo ihren Münchner Salon, der sich zu einem wichtigen Treffpunkt gesellschaftlich einflussreicher Personen aus Politik, Wirtschaft, Wissenschaft und Kunst entwickelte. Im Rahmen dessen wurde auch Adolf Hitler in die Münchner Gesellschaft eingeführt. Es wird berichtet, dass zumindest Ilse Hesselberger bei dieser Gelegenheit Hitler im Hausflur begegnete. Auch vor diesem Hintergrund entschied sich Franz Hesselberger, das vormals gepachtete Gut in der Margaretenstraße in Sauerlach zu erwerben, um sich dauerhaft dort niederzulassen.

### Tod

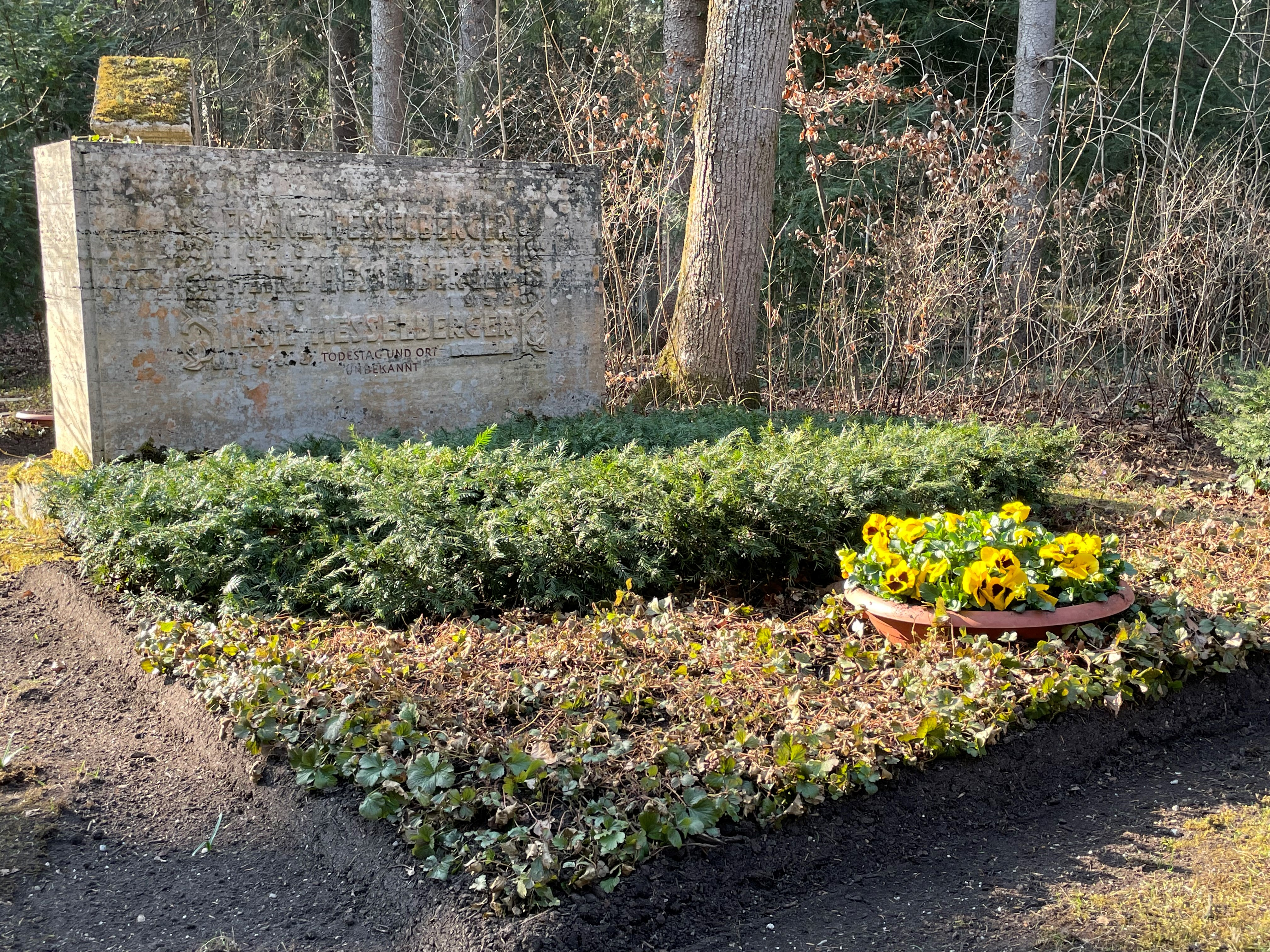
Grabmal von Franz, Heinz und Ilse Hesselberger auf dem Waldfriedhof München im März 2022

Als der Rotary Club München am 2. November 1928 als drittältester deutscher Club gegründet wurde, war Franz Hesselberger unter den Gründungsmitgliedern. Trotz seines Umzugs nach Sauerlach, besuchte Hesselberger weiterhin regelmäßig die rotarischen Treffen im Hotel Vier Jahreszeiten. Am 4. April 1933 wurde er auf Veranlassung von Wilhelm Arendts mit 13 anderen, bis auf Thomas Mann durchweg jüdischen Mitgliedern aus dem Rotary Club München ausgeschlossen. Mit einem roten Stift wurden die Namen der Ausgeschlossenen von der Anwesenheitsliste des rotarischen Wochenmeetings gestrichen.
Franz Hesselberger verstarb mit 59 Jahren am 15. Juli 1935 im Israelitischen Kranken- und Schwesternheim wohl an den Spätfolgen seines Autounfalls. Andererseits dürfte ihm die politische und unternehmerische Entwicklung stark zugesetzt haben. Er liegt auf dem Waldfriedhof München begraben. Bald nach seinem Tod wurde der Betrieb der Firma Gebrüder Hesselberger eingestellt. Im Sommer 1936 beantragte die Israelitische Kultusgemeinde, in der aufgelassenen Fabrik eine „Unterrichtsanstalt zur Ausbildung jüdischer Jugendlicher als Handwerker“ einzurichten. Diese diente dazu, durch eine handwerkliche Ausbildung Ausreisewilligen die Chancen für die Emigration ins Ausland zu erleichtern. 1939 wurde das Gebäude auf Anweisung der Gestapo-Leitstelle München beschlagnahmt und die Anlernwerkstätten geschlossen.
Ilse Hesselberger galt entsprechend der Nürnberger Gesetze der Nationalsozialisten als Jüdin und zählte daher zum Personenkreis der Kollektivverfolgten. Anfangs bewirtschaftete sie das etwa 62 Hektar umfassende Gut in Sauerlach noch selbst, wobei sie einen landwirtschaftlichen Baumeister und fünf weitere Arbeitskräfte beschäftigte. Aufgrund der zunehmenden Isolierung in Sauerlach und den besseren Möglichkeiten, eine Ausreise zu bewirken, zog Ilse Hesselberger mit ihrer Tochter im Oktober 1937 in ihre Villa am Biederstein 7. Dort traf sie auf Curt Mezger, einen Neffen von Franz Hesselberger.  Als ihrer Tochter im Jahre 1938 die Emigration nach New York City gelang, blieb Ilse Hesselberger weiterhin in München, wo sie aufgrund der Verordnung über die Anmeldung des Vermögens von Juden gezwungen war, ihre Vermögenswerte nach und nach zu veräußern. So musste sie mehrere Liegenschaften, unter anderem das Gut in Sauerlach, auf Druck des NS-Funktionärs Christian Weber für 165.000 RM an Margarethe Ohnesorge verkaufen, die zweite Ehefrau des Reichspostministers Wilhelm Ohnesorge. Die eine Hälfte des Grundstücks am Biederstein 7 erwarb die Löwenbräu AG, die andere Hälfte die Papiergroßhandlung Hartmann & Mittler OHG. Deutlich unter Verkehrswert musste sie am 16. September 1939 auch ihr Eigentum an den restlichen Biedersteiner Fabrikanlagen an die Stadt München verkaufen. Überdies musste sie in Unterschleißheim Zwangsarbeit bei der Flachsröste Lohhof GmbH leisten. Besonders perfide war das Vorgehen des SA-Hauptsturmführers Hans Wegner, dem Leiter der „Arisierungsstelle München“, der Ilse Hesselberger Hoffnungen machte, von der Deportation verschont zu bleiben, wenn sie für die Errichtung des Sammellagers Milbertshofen „spendete“. In trügerischer Hoffnung übergab sie ihm am 10. Oktober 1941 daraufhin 100.000 Reichsmark. Am 20. November 1941 wurde sie jedoch mit dem ersten Deportationszug von München nach Kaunas gebracht und dort fünf Tage nach ihrer Ankunft im Alter von 51 Jahren im KZ Kauen ermordet. Ein Visum, das die Ausreise nach Kuba ermöglicht hätte und von Tochter Gertraud organisiert worden war, kam zu spät.

## Weiteres Schicksal der Familienangehörigen

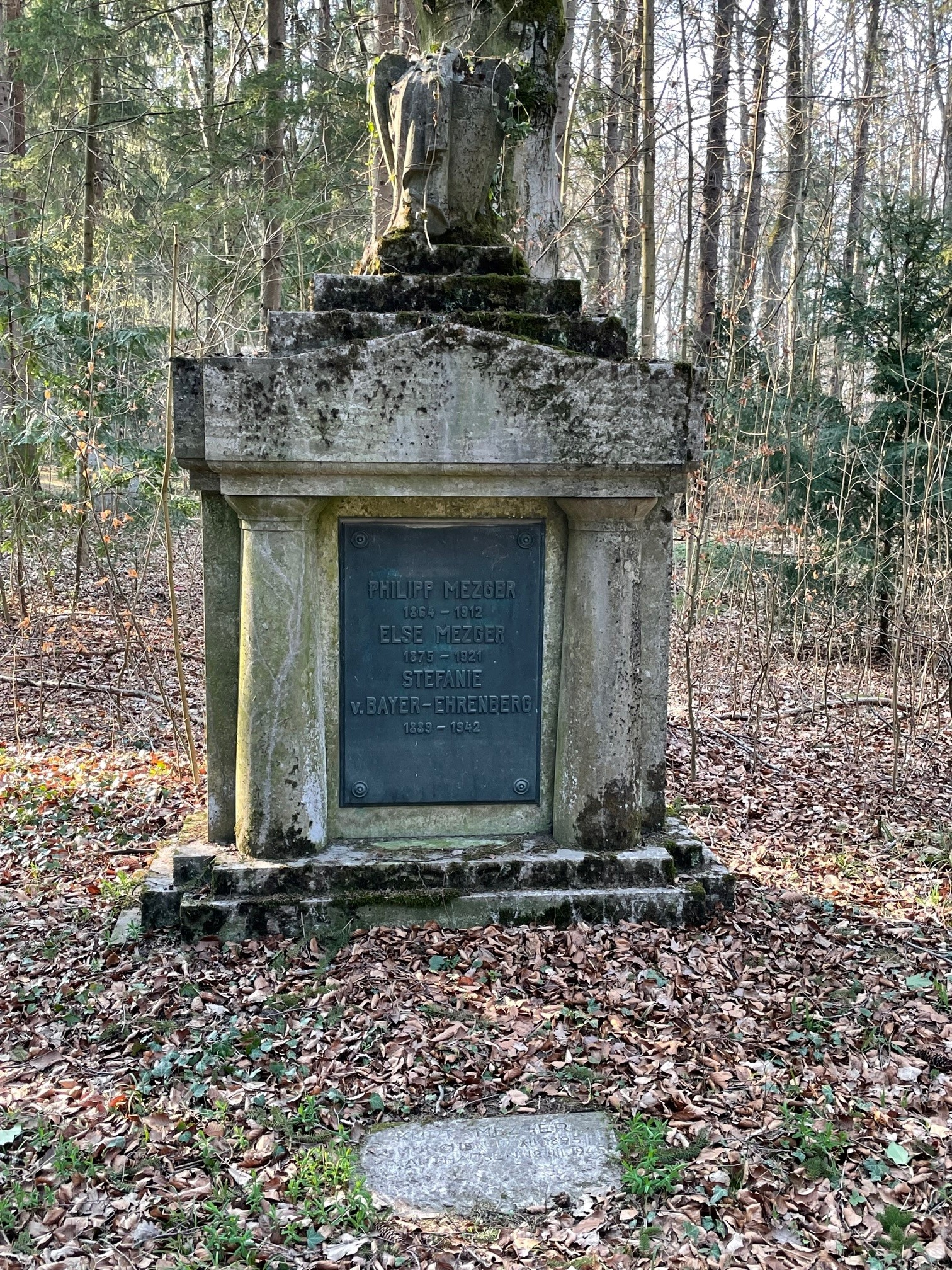
Grabmal von Else, Philipp und Curt Mezger sowie Stefanie von Bayer-Ehrenberg auf dem Waldfriedhof München im März 2022

Julius Hesselberger (* 11. Dezember 1847 in Dittenheim; † 15. März 1904) starb im Alter von 56 Jahren. Er ist auf dem Alten Israelitischen Friedhof München bestattet, sein Grabmal gestaltete der Bildhauer Hermann Hahn. Berta Hesselberger (* 26. September 1853 in Göppingen) verstarb am 28. August 1920 in Berchtesgaden. Max Alfons Hesselberger verstarb als Träger des Bayerischen Militärverdienstordens sowie der Roten-Kreuz-Medaille am 23. März 1918. Er vermachte dem Bayerischen Nationalmuseum seine Sammlung von 110 kostbaren Taschenuhren.

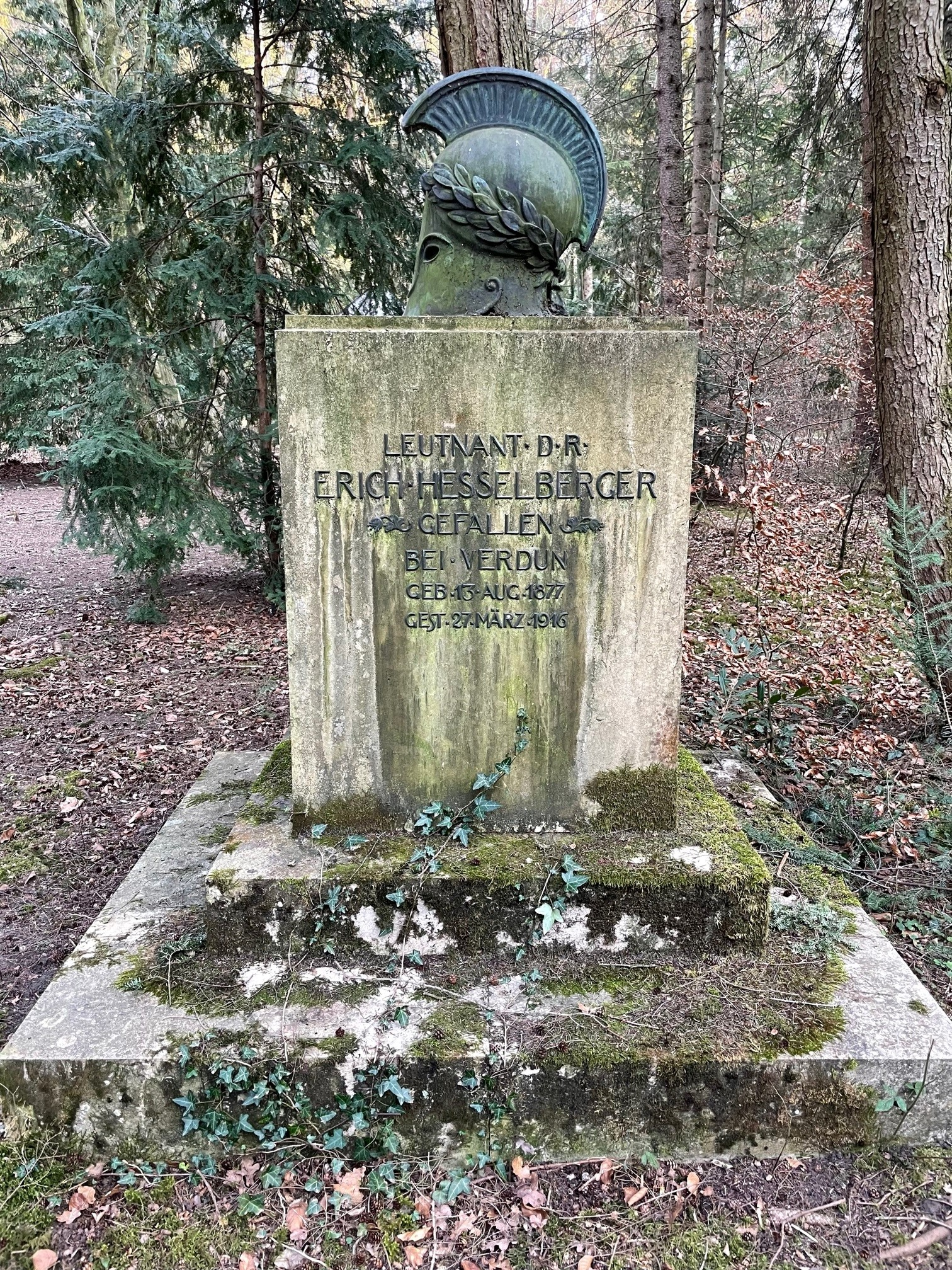
Grabmal von Erich Hesselberger auf dem Waldfriedhof München im März 2022

Else Hesselberger (* 1. März 1875 in München) heiratete Philipp Mezger († 26. April 1912) und starb 1921 im Alter von 46 Jahren. Ihr Sohn Curt Mezger wurde als letzter Leiter des Sammel- und Deportationslagers Milbertshofen am 14. März 1943 festgenommen und in das KZ Auschwitz deportiert. Im Januar 1945 wurde er in das Mauthausener Nebenlager Ebensee verlegt, wo er anderthalb Monate später ermordet wurde.
Erich Bernat Hesselberger (* 13. August 1877 in München) diente ab 1915 zunächst in der 4. Ersatz-Kompanie des Königlich Bayerischen 1. Feldartillerie-Regiment „Prinzregent Luitpold“ und wurde daraufhin zum Königlich Bayerischen Ballon-Abwehr-Kanonenzug 117 versetzt. Am 27. März 1916 fiel Erich Hesselberger im Rang eines Leutnants der Landwehr II auf dem Côte de Talou, südlich Samogneux bei Verdun. Er hinterließ seine Frau Elisabeth, geb. von Wolfner und die zwei Töchter Maria Vera und Marion Ruth. Sein Grab befindet sich auf dem alten Teil des Waldfriedhofs München. Sein Name findet sich auch auf dem Ehrenmal für die jüdischen Gefallenen auf dem Neuen Israelischen Friedhof in Schwabing.
Dorothea Cilly Hesselberger (* 16. September 1882 in München) heiratete am 4. Dezember 1916 in zweiter Ehe den k.u.k. Oberleutnant Fritz Reiner. Zusammen mit ihrer Schwägerin Ilse Hesselberger wurde Dorothea Reiner am 20. November 1941 nach Kaunas deportiert und dort am 25. November 1941 im KZ Kauen ermordet.
Stefanie Hesselberger (* 27. Oktober 1887 in München) heiratete in zweiter Ehe den NS-Funktionär Leo Karl von Bayer-Ehrenberg. Bis Anfang 1942 lebte sie mit Unterbrechungen auf dem Landgut Murnau-Hochried des 1933 verstorbenen Philanthropen James Loeb. Anschließend war sie offiziell im Sammellager Milbertshofen gemeldet, wohnte jedoch mit ihrem Neffen Curt Mezger in der Pension der Gräfin Helene Maria von Harrach, der Frau des Bildhauers Hans Albrecht von Harrach. Stefanie Hesselberger ging am 3. April 1942 in München in den Freitod durch Veronal, einen Tag vor ihrer geplanten Deportation in das Lager Piaski.
Heinz Julius Hesselberger ging im Schuljahr 1920/21 auf das Wilhelmsgymnasium München, anschließend auf das schweizerische Internat Lyceum Alpinum Zuoz, lebte schließlich in Lissabon und verunglückte nach offizieller Lesart kurz nach seinem 25. Geburtstag bei einem Badeunfall am 14. September 1935 in Porto. Möglicherweise setzte er seinem Leben freiwillig ein Ende. Er ist auf dem Waldfriedhof in München begraben.
Gertraud „Trudy“ Hesselberger (* 13. Oktober 1913 in München) wurde von ihrer Mutter nach Mailand gebracht und flog von dort nach Rotterdam, wo sie am 20. August 1938 ein Schiff nach New York City bestieg. Bald nach der Emigration heiratete sie Leopold „Lee“ Sommer, einen aus Köln stammenden Jugendfreund. Die Ehe blieb kinderlos. Gertraud Sommer verstarb am 30. Juli 2012 in New York City.

## Restitution von Nazi-Raubgut
Im Jahr 2022 wurde das Gemälde „Porträt eines jungen Mannes mit Stift und Papier, 1527/1529“ von Agnolo di Cosimo, genannt Bronzino, durch die Bundesregierung an die Erben von Ilse Hesselberger restituiert. Ein NS-verfolgungsbedingter Verlust des Besitzes im Jahr 1937 gilt als sehr wahrscheinlich. Nach vielen weiteren geraubten Kunstwerken, die sich originär im Besitz von Ilse Hesselberger befanden, wird noch immer gesucht.